# 柴田屋館
柴田屋館（しばたややかた）は、富山県南砺市柴田屋にあった城館。市史跡。
越中国蓮沼城の支城としての役割を果たしていたとみられる。構造はほぼ正方形で周囲に土塁を巡らせていた。

## 歴史
永禄年間（1558年 – 1569年）、椎名康胤の家臣柴田丹後守久光が拠っていた。
天正3年（1575年）頃、越中国木舟城主石黒成綱に攻め滅ぼされたとされる（以上、案内板による）。
尚、柴田丹波守久光は越中国の小守護代であった遊佐氏の家臣であったと云う説もある。ただし、永禄年間における礪波郡は越中一向一揆勢の実質的な支配下にあり、一揆勢により当主が国を追われた遊佐氏の影響力は皆無に等しいと考えられる。更にはその当時椎名氏の影響力は越中国東部（呉東）に限られていた。どちらの説も正しいのであれば、柴田氏は元々は遊佐氏の支配下にあったが徐々に一向一揆勢力に取り込まれ、蓮沼城で一向一揆に合力していた康胤の支配下に置かれたものと云う事になる。

## 現在
現在では日吉社の境内となっているが、境内と外部との高低差が往時を微かに偲ばせている。また土塁の一部が確認出来る。自治体によって碑、案内板が建てられている。